# Episodi di Monster Warriors (seconda stagione)
La seconda stagione della serie televisiva Monster Warriors è stata trasmessa in anteprima in Canada dalla YTV nel corso del 2007.
| nº | Titolo originale                 | Titolo italiano | Prima TV Canada | Prima TV Italia |
| -- | -------------------------------- | --------------- | --------------- | --------------- |
| 1  | Attack of the Stinkbugs (Part 1) |                 | 5 maggio 2007   |                 |
| 2  | Attack of the Stinkbugs (Part 2) |                 | 12 maggio 2007  |                 |
| 3  | Terror at the Drive-In           |                 | 2007            |                 |
| 4  | The Alien Returns                |                 | 2 giugno 2007   |                 |
| 5  | Monkeymachine (Part 1)           |                 | 16 giugno 2007  |                 |
| 6  | Monkeymachine (Part 2)           |                 | 23 giugno 2007  |                 |
| 7  | The Beast from Below             |                 | 2007            |                 |
| 8  | Megabatua                        |                 | 2007            |                 |
| 9  | Terror in the North Woods        |                 | 2007            |                 |
| 10 | The Secrets of Lost Canyon       |                 | 2007            |                 |
| 11 | Attack of the Leaping Leeches    |                 | 2007            |                 |
| 12 | Attack of the Monumonster        |                 | 2007            |                 |
| 13 | Terror of the Troglothals        |                 | 2007            |                 |
| 14 | Rat Blaster                      |                 | 2007            |                 |
| 15 | Trick or Treat                   |                 | 2007            |                 |
| 16 | Invasion of the Computer Bugs    |                 | 2007            |                 |
| 17 | Computer Bugs                    |                 | 2007            |                 |
| 18 | Ratblaster                       |                 | 2007            |                 |
| 19 | Return of the Icemonster         |                 | 2007            |                 |
| 20 | Penguin Attack                   |                 | 2007            |                 |
| 21 | Penguins                         |                 | 2007            |                 |
| 22 | Attack of the Abominable Snowman |                 | 2007            |                 |
| 23 | Skeletons                        |                 | 2007            |                 |
| 24 | Bird of Prey                     |                 | 2007            |                 |
| 25 | Klaus's Revenge (Part 1)         |                 | 2007            |                 |
| 26 | Klaus's Revenge (Part 2)         |                 | 2007            |                 |